# Ogrodzieniec (gemeente)
De gemeente Ogrodzieniec is een stad- en landgemeente in het Poolse woiwodschap Silezië, in powiat Zawierciański.
De zetel van de gemeente is in Ogrodzieniec.
Op 30 juni 2004 telde de gemeente 9563 inwoners.

## Oppervlakte gegevens
In 2002 bedroeg de totale oppervlakte van gemeente Ogrodzieniec 85,69 km², waarvan:
- agrarisch gebied: 46%
- bossen: 44%

De gemeente beslaat 8,54% van de totale oppervlakte van de powiat.

## Demografie
Stand op 30 juni 2004:
| Omschrijving                   | Totaal | Totaal | Vrouwen | Vrouwen | Mannen | Mannen |
| ------------------------------ | ------ | ------ | ------- | ------- | ------ | ------ |
| eenheid                        | aantal | %      | aantal  | %       | aantal | %      |
| inwoners                       | 9563   | 100    | 4914    | 51,4    | 4649   | 48,6   |
| bevolkingsdichtheid (inw./km²) | 111,6  | 111,6  | 57,3    | 57,3    | 54,3   | 54,3   |

In 2002 bedroeg het gemiddelde inkomen per inwoner 1079,51 zł.

## Administratieve plaatsen (sołectwo)
Fugasówka, Giebło, Giebło-Kolonia, Gulzów, Kiełkowice, Mokrus, Podzamcze, Ryczów, Ryczów-Kolonia en Żelazko.

## Aangrenzende gemeenten
Klucze, Kroczyce, Łazy, Pilica en Zawiercie.

## Galerij

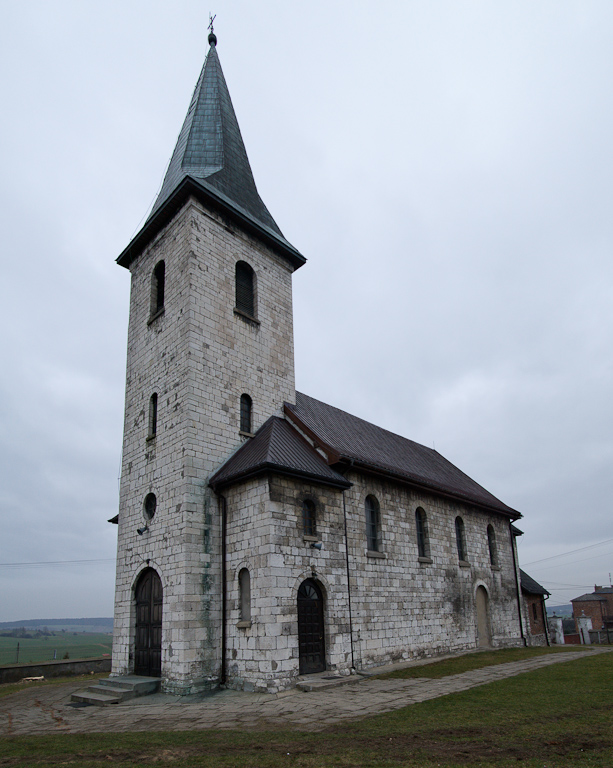
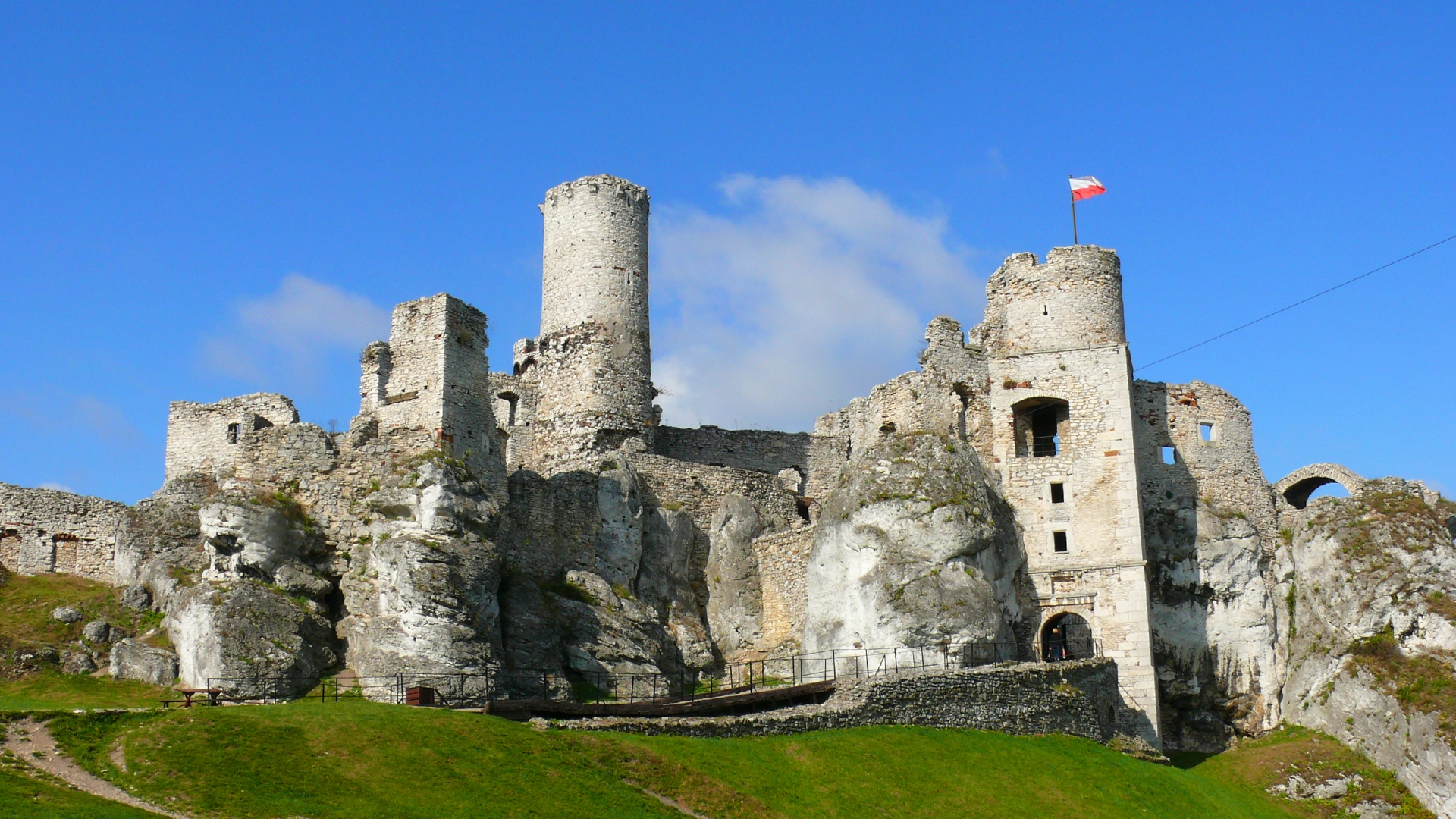
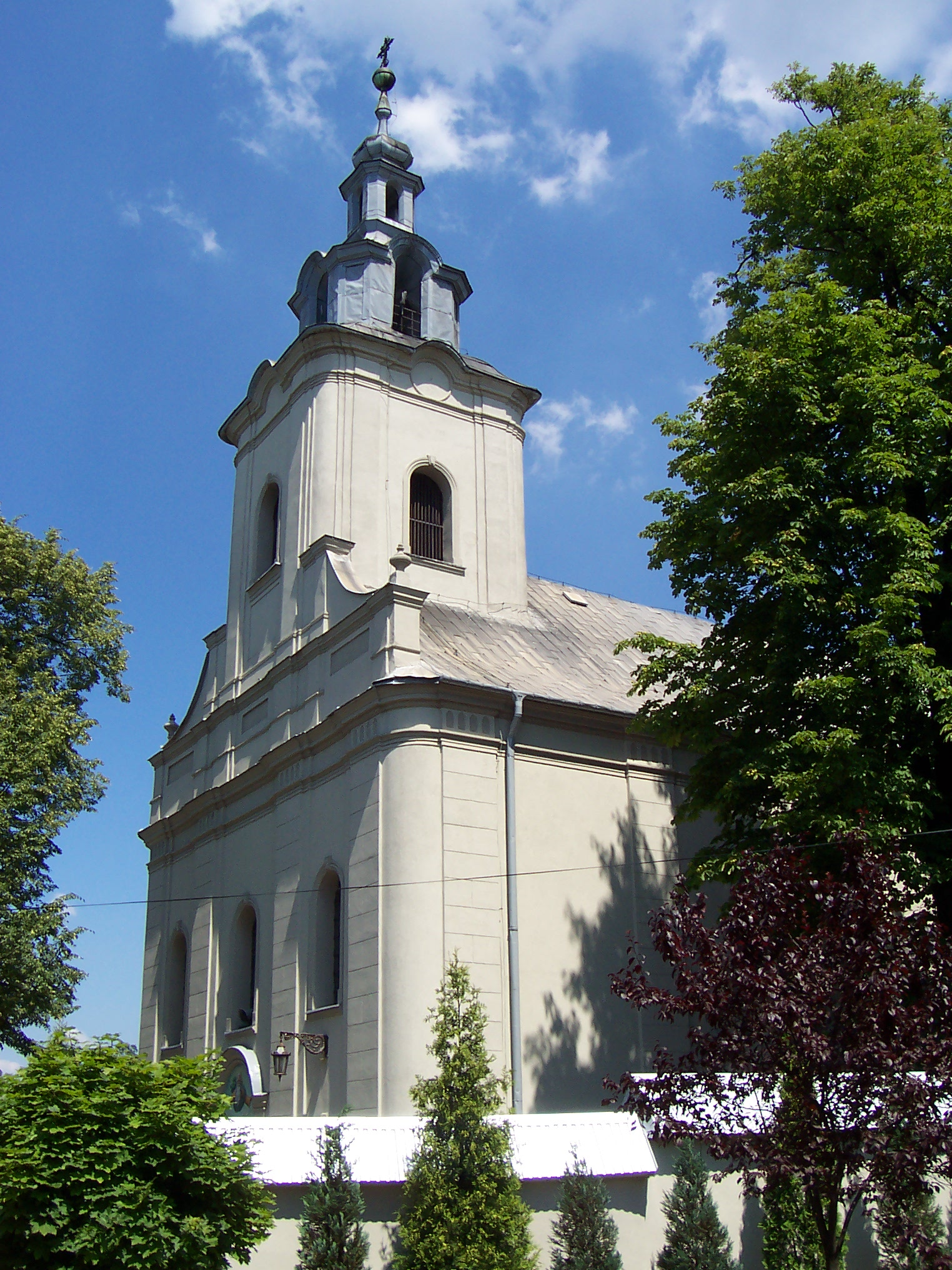
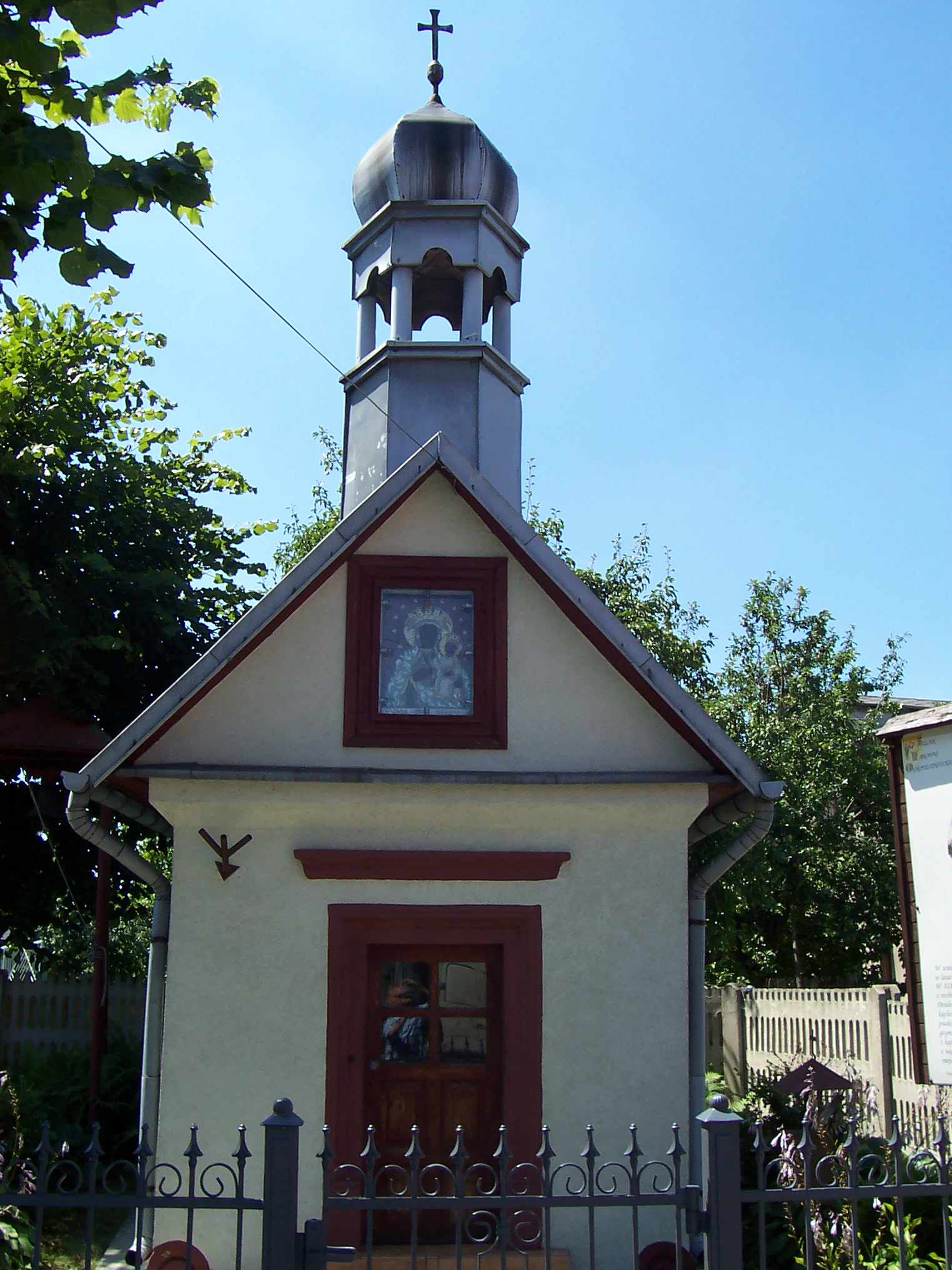